# Benedictus X

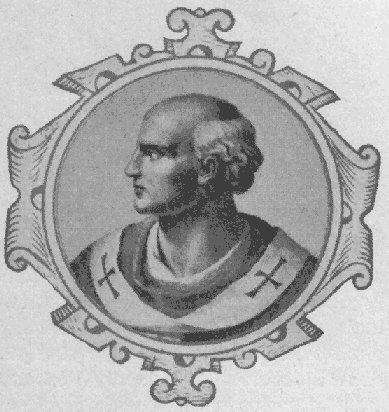
Benedictus X

Benedictus X, född Johannes Mincius, italienska Giovanni Mincio, död efter 1073, var motpåve från 5 april 1058 till 24 januari 1059. Han avsattes officiellt vid en Lateransynod i april 1060.
Påve Leo IX utsåg honom 1050 till kardinalbiskop av Velletri. En av Benedictus X:s få dokumenterade handlingar var att sända palliet till Stigand, ärkebiskop av Canterbury.
Benedictus X har fått sitt sista vilorum i basilikan Sant'Agnese fuori le Mura i norra Rom.